# Königliche Reithalle

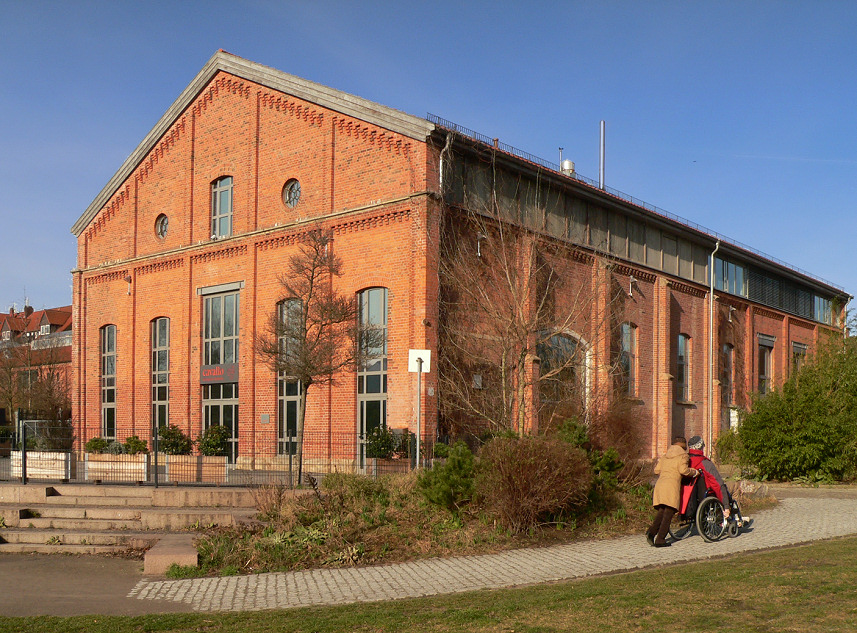
Rückseite der Reithalle vom Vahrenwalder Park gesehen

Die Königliche Reithalle in Hannover ist eine ehemalige Reithalle, die 1876 als Teil des Militärreitinstituts Hannover errichtet wurde. Seit der Komplettsanierung im Jahre 2000 ist sie Sitz von Unternehmen und ein Veranstaltungszentrum, in dem zwischen 2006 und 2008 die Talkshow „Die Tietjen und Dibaba“ aufgezeichnet wurde.

## Geschichte
Die Reithalle war Teil der 1876 entstandenen preußischen Militär-Reitschule in Vahrenwald auf der früheren Vahrenwalder Heide. In ihr leisteten Offiziere und Mannschaften der Kavallerie ihren Dienst ab. Später war die Halle Teil der Kavallerieschule Hannover, die Zentrum der militärischen Reit- und Reitlehrerausbildung in Deutschland war. 1937 wurde die Einrichtung als Heeres-Reitschule nach Potsdam-Krampnitz verlegt. Bei der Reithalle handelt es sich um eine von insgesamt sieben einstigen Reithallen auf dem Kasernengelände, dessen Bauten während des Zweiten Weltkriegs bei den Luftangriffen auf Hannover stark zerstört wurden. Da nach dem Krieg viele Kasernenbauten abgerissen wurden, stellt die Reithalle eines der wenigen erhaltenen Militärgebäude dar. Die stark verfallene Halle konnte Ende der 1990er Jahre mit Hilfe einer privaten Initiative erhalten werden.

## Sanierung

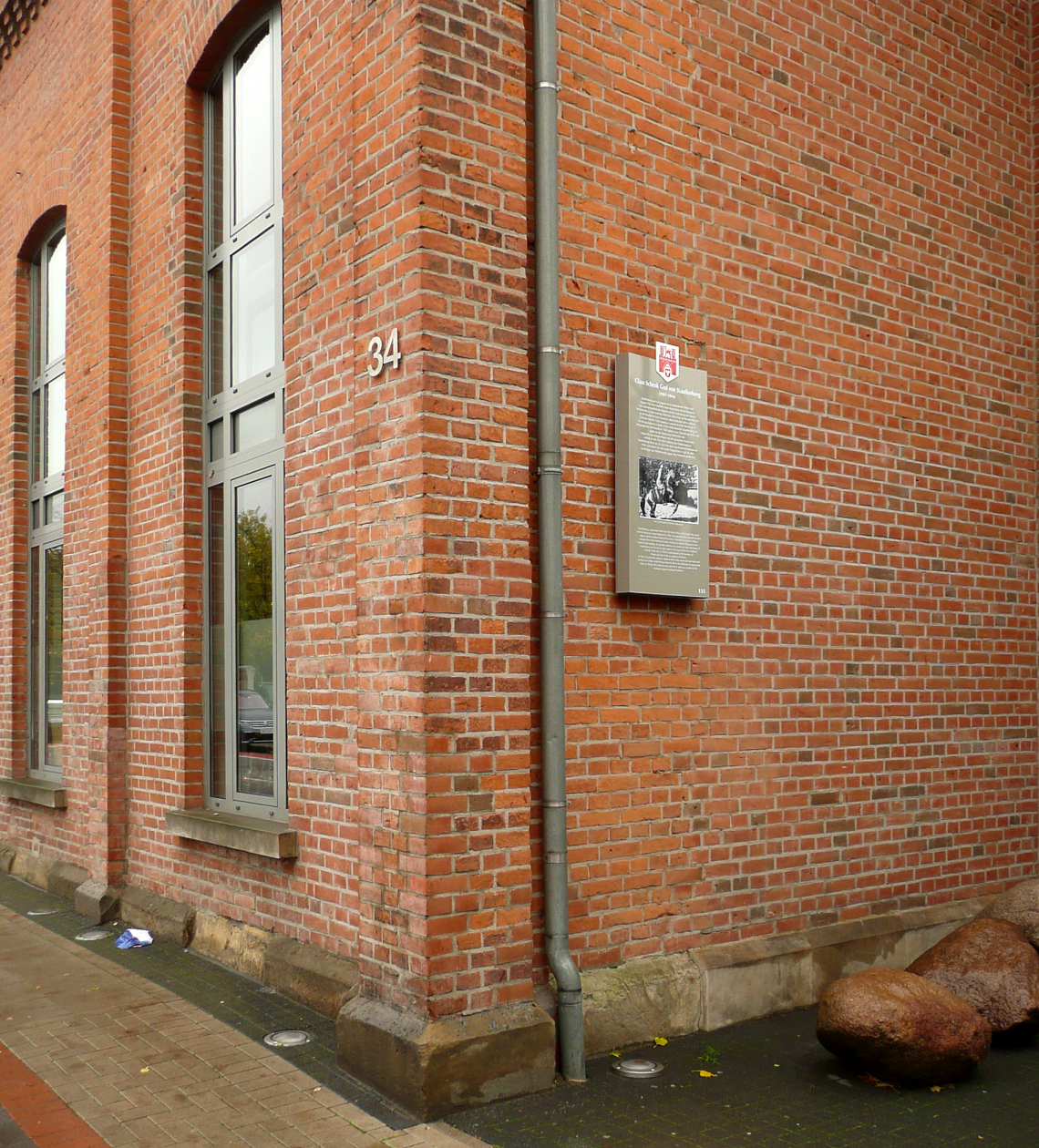
Stadttafel Hannover am Gebäude für Claus Schenk Graf von Stauffenberg, 2022

Seit der Sanierung im Jahre 2000 ist das Gebäude ein moderner Dienstleistungsbau. Zuvor war die historische Reithalle kaum bürotauglich. Angesichts der alten Bausubstanz galt es, die Sanierungsmöglichkeiten abzuwägen. Schließlich mussten zwecks Modernisierung des Gebäudes einige „Innereien“ und eine erhaltenswürdige Wand weichen. Der dominierenden Ziegelarchitektur wurden aus Stahl und Sichtbeton geprägte Elemente hinzugefügt. Die innen leere Gebäudehülle wurde in Teilbereichen mit neuen Ebenen versehen. Im Inneren kontrastieren rohe Ziegelwände mit modernen Baustoffen. Mit dieser Mischung gelangte die Reithalle 2001 als Sehenswürdigkeit in das Programm des Tages der Architektur der Architektenkammer Niedersachsen.
Die Reithalle beherbergt heute eine Werbeagentur und einen Veranstaltungsbetrieb. Außerdem ist sie Sitz des „Bürogolf-Club Hannover Königliche Reithalle von 1866“. 2022 wurde an der Fassade eine Stadttafel für Claus Schenk Graf von Stauffenberg angebracht, der die Kavallerieschule Hannover besuchte.